# 科洛米耶站
科洛米耶站，是法国的一个铁路车站，位于法国城市科洛米耶。

## 位置
科洛米耶站位于科洛米耶市区的南部，图卢兹－欧什铁路16.45公里处。车站大致呈东西走向，开口朝北。

## 线路
科洛米耶站停靠往返于图卢兹和欧什的TER列车，同时也是图卢兹轨道交通C线的终点站，后者利用既有线铁路开行。
持有图卢兹市区交通卡的乘客可搭乘任何一趟往返于图卢兹和科洛米耶之间的列车，而科洛米耶站以西的路段则按照SNCF线路计费。由图卢兹开往欧什或利勒茹尔丹方向的TER列车内，在到达科洛米耶站前会有广播提示："前方到站是科洛米耶站，也是图卢兹市区交通卡有效范围内的最后一站，过了此站以后将按照SNCF线路计费"。

## 设施
科洛米耶站设有人工售票窗口，其开放时间如下：
- 周一：6:10~19:10
- 周二至周五：7:00~19:10
- 周六：10:00~12:50和14:00~18:50
- 周日：13:40~18:30
- 节假日：13:30~18:20

此外，科洛米耶站站内还设有自动售票机等设施。

## 站台设置
| 北↑ |      |           | 主站房      |
|     | 侧式 |           |             |
| A道 |      | 过路车    | 图卢兹方向→ |
| B道 |      | 过路车    | ←欧什方向   |
|     | 岛式 |           |             |
| C道 |      | 始发/终到 | 图卢兹方向→ |
|     |      | 存车线    |             |
| 南↓ |      |           |             |

## 停靠线路
以下列车线路在科洛米耶站停靠：
| 科洛米耶站列车线路表                 |      |                   |                  |              |
| 线路                                 | 车种 | 上一站            | 下一站           | 大致运行频率 |
| 图卢兹马塔比奥/圣西普里安—欧什       | TER  | 圣西普里安        | 科洛米耶国际高中 | 每天9趟左右  |
| 图卢兹马塔比奥/圣西普里安—利勒茹尔丹 | TER  | 圣西普里安/拉尔登 | 科洛米耶国际高中 | 每天11趟左右 |
| 圣西普里安—科洛米耶                  |      | 雷拉马西耶        | （终点）         | 公交化运行   |
| 1.                                   |      |                   |                  |              |

## 配套交通

### 长途客车
| 停靠科洛米耶站的大巴车 |                                         |                                                                                               |
| 上下车地点             | 运营单位                                | 主要线路及目的地                                                                              |
| 科洛米耶站门口         | 南部-比利牛斯城际客运 Car Midi-Pyrénées | - 935线：图卢兹、皮若德朗、利勒茹尔丹、吉蒙、欧什                                             |
| 科洛米耶站门口         | 上加龙省城际客运                        | - 05线：雷戈万、丰特尼耶、圣富瓦德佩罗列尔、里厄姆 - 43线：丰特尼耶、赛盖德、圣托马、萨博内尔 |
| 科洛米耶站门口         | SNCF Car TER                            | （当铁路线施工或罢工时，SNCF可能会提供途径该线路沿途站点的大巴车）                            |
| 1. 2. 3. 4.            |                                         |                                                                                               |

### 市内交通
| 科洛米耶站附近的市内公共交通线路 |                | |
| 公交车站名称                     | 位置           | 停靠线路 |
| Gare SNCF 火车站                 | 科洛米耶站门口 | - L2线：图卢兹-斗兽场 ↔ 科洛米耶-国际高中 - 21路：图卢兹-巴索孔波 ↔ 科洛米耶-空客基地 - 32路：科洛米耶-雷拉马西耶站 ↔ 布拉-城堡 - 55路：科洛米耶-火车站 ↔ 普莱桑斯迪图什-莫内斯铁 - 118路：科洛米耶-火车站 ↔ （科洛米耶西城地区） - 150路：科洛米耶-火车站 （科洛米耶市区环线） |
| 1. 2. 3.                         |                | |

### 社会车辆
科洛米耶站门口设有社会车辆停车场。

## 临近车站
| 科洛米耶站（Gare de Colomiers） |                  |                    |
| 上行车站                        | 线路             | 下行车站           |
| 雷拉马西耶站                    | 图卢兹－欧什铁路 | 科洛米耶国际高中站 |
| - 本表仅显示运营中的线路及车站  |                  |                    |